# Pakistans folkparti
Pakistans folkparti, förkortat PPP av dess engelska namn (engelska: Pakistan Peoples Party), är ett politiskt parti i Pakistan grundat 1967 med Zulfikar Ali Bhutto som första partiledare.
Partiet är medlem av Socialistinternationalen och dess slagord lyder i svensk översättning: "Islam är vår tro. Demokrati vår politik. Socialism vår ekonomi. All makt åt folket!"

## Historia
I valet 1970 nådde PPP stora framgångar och blev näst största parti efter det östpakistanska Awamiförbundet. Med nederlaget i kriget mot Indien och Bangladesh självständighet tvingades militären lämna över makten och PPP bildade en regering som ledde Pakistan  20 december 1971 till 5 juli 1977. PPP vann valet 1977 under högljudda protester om valfusk från oppositionen. Oroligheterna avslutades med en statskupp av general Zia-ul-Haq. Partimedlemmar förföljdes under militärdiktaturen och Bhutto avrättades 1979. Hans fru Nusrat Bhutto tog då över partiledarskapet. Efter Zia ul-Haqs död 1988 hölls nya val där PPP åter blev största parti och kunde bilda koalitionsregering med Benazir Bhutto, dottern till Zulfikar Ali och Nusrat Bhutto, som premiärminister.
1993 efter en tids intern konflikt om ledarskapet övertog Benazir Bhutto rollen som partiordförande från sin mor. Hon ledde partiet fram till sin död 2007. Partiet valde på söndagen 30 december 2007 hennes 19-årige son Bilawal till efterträdare som partiledare. I parlamentsvalet den 18 februari 2008 gick PPP starkt framåt och blev parlamentets största parti. 24 mars 2008 blev partiets vice ordförande Yousaf Raza Gilani Pakistans premiärminister. 

## Politisk plattform
Partiet har traditionellt varit en stark förespråkare för sekularism och motsatte sig generellt den politik som de konservativa militärstyren som under lång tid styrt Pakistan förde. Man för en socialt progressiv politik men ekonomiskt har man varierat stort och på senare år haft en mittenhöger till neoliberal finanspolitisk plattform, vilket genererat motstånd inom partiet. Under Benazir Bhutto genomfördes mycket av denna ideologiska omställning i syfte att få ekonomiskt stöd från USA och Världsbanken. Småskaliga förstatliganden under Folkpartiets styre har löpt parallellt med privatiseringar av statliga tillgångar. Partiets ledarskap har anklagats sedan 1977 för att omforma Folkpartiet till ett mittenhögerparti i allt större utsträckning och till och med spela på religiös populism för att vinna röster.
Utrikespolitiskt har svängt när det gäller supermakterna men varit stabil när det gäller att värna om alliansen med Kina och relationerna med grannlandet Iran. Under Zulfikar Ali Bhutto hade Pakistan vänliga relationer med Sovjetunionen men sällade sig aldrig till dess inflytandesfär utan han förespråkade deltagande i Alliansfria rörelsen. Under hans dotter blev partiet gradvis mer proamerikanskt. Idag är Pakistans relationer med Kina, Iran och Ryssland viktigast för partiet.